# Musée du Mont-de-Piété de Bergues
Le musée du Mont-de-Piété est un musée créé en 1953 à Bergues dans le Nord. Il est abrité par l'ancien Mont de Piété érigé en 1630 sur les plans de Wenceslas Cobergher. Il conserve une importante collection de peintures et de dessins du XVIe au XIXe siècle, principalement des écoles du Nord ainsi qu’une collection d’histoire naturelle.

## Historique
Comme de nombreux musées français, le musée du Mont-de-Piété trouve son origine à la Révolution. Les saisies effectuées alors dans les maisons religieuses de la ville, dont la très riche abbaye de Saint-Winoc, et des alentours ainsi que chez des particuliers permettent de rassembler près de 450 tableaux. Ce dépôt artistique, situé dans un local dépendant de l’ancien collège des jésuites est confié à la garde d’un certain J. Delorge, se déclarant directeur de l'académie de Bergues. En 1791, il dresse un premier inventaire des tableaux provenant de l’abbaye de Saint-Winoc qui fait apparaître 347 numéros dont le tableau de Georges de La Tour catalogué sous le nom d’Urbain Carrache (sic). Delorge effectue également un premier « bilan sanitaire » sommaire des collections, indiquant que « les tableaux de peinture sont en général dans un très mauvais état, la plus grande partie retouchée et trouée, le tout sous la crasse ». En 1795, en vue d’un récolement, il dresse une seconde liste, faisant apparaître 432 tableaux.
À partir de 1800, les œuvres sont, soit réparties entre certaines villes du district (Bergues, Dunkerque, Wormhout), soit transférées dans des églises, soit rendues à leurs propriétaires, soit vendues ou encore sont prélevées par la préfecture, comme nous l’apprend une lettre de remerciement du préfet Joubert au sous-préfet de Bergues, Scadet, pour l’envoi de 14 tableaux.
En 1802, 20 tableaux sont transférés en mairie de Bergues et placés « dans la salle des séances pour servir d’ornements ». Cependant, le dépôt n’est pas totalement vidé mais ne semble plus guère retenir l’attention. Un document manuscrit de 1809, signé J. Minart, maire de Bergues, mentionne pour la première fois l’existence d’un muséum, se trouvant dans les classes de l’école des enfants pauvres ainsi que d’un conservateur des tableaux, François Remacle De Fraeye, également professeur de l’école de dessin, qui a succédé à Delorge le 20 janvier 1797. Il y a donc bien une volonté, certes embryonnaire, de la ville de Bergues de présenter son fonds de peinture mais aucune délibération n’institue formellement la création d’un musée. Un second document manuscrit, rédigé à l’instigation du sous-préfet, en date de 1816, dresse une liste des « tableaux  existants d’ancienne date à l’hôtel de la mairie de la ville de Bergues » et confirme, par une note complétant cet inventaire, ce souci d’exposition publique : « La plupart des tableaux sont des originaux et des copies très peu abimées et d’aucune valeur, le meilleur ayant été enlevé pendant le cours de la Révolution pour être placé soit dans les salles ou dans les bureaux des administrations supérieures et dans les églises de l’arrondissement. Enfin, ils doivent être désignés sous le titre de rebut de cette collection primitive, et sont journellement exposés à la curiosité publique dans un salon à ce destiné, dit antichambre de la salle de la mairie : on pourrait charger le bibliothécaire, à nommer justement, de la surveillance et de la conservation de ces tableaux ». La collection comprend à cette date 52 tableaux. En 1838, une décision préfectorale octroie à la Ville un nouveau lot de 73 tableaux provenant du dépôt artistique initial se trouvant dans l’ancien collège de la ville. Les œuvres sont déposées à l’hôtel de Ville. On ne sait si elles sont exposées dans le Salon avec le noyau initial de la collection.
Il faut attendre janvier 1842 pour entendre à nouveau parler des tableaux. À cette date, le conseil municipal envisage la création d’une galerie de tableaux dans une pièce de la maison attenante à l’ancienne maison de ville, occupée par un dénommé Henri-Joseph May, cabaretier, propriété de la Ville. Le local est contigu à la bibliothèque, nouvellement aménagée. Il est convenu qu’Alexandre Gontier, membre du conseil municipal et responsable de la bibliothèque assurera la conservation de la collection. Nous ne savons ce qu’est devenu ce projet mais le 9 septembre de la même année un crédit de 1 466 francs et douze centimes est voté pour la restauration de tableaux, puis un second, de 2 000 francs, le 15 février 1843. La restauration des tableaux est confiée à Fabien Napoléon Léoni, peintre et restaurateur de tableaux demeurant à Dunkerque. Le 6 février 1844, une commission chargée de réceptionner le travail de Léoni est créée et présente son rapport le 13 février. Le 6 novembre 1844, Léoni est nommé conservateur du musée et bibliothécaire de la Ville, sa prise de fonction n’étant effective qu’au 1er janvier 1846 pour raison budgétaire. On ne sait s’il occupe véritablement ce poste, aucun arrêté ne venant confirmer cette nomination. Il dresse cependant une nouvelle liste manuscrite des collections qui comporte alors 116 tableaux.
Le 28 juin 1846, Auguste Outters, architecte de la ville, est nommé conservateur des tableaux. Cependant, des travaux de restauration entrepris empêchent la présentation des collections durant deux ans. La comptabilité de la ville fait, ensuite, apparaître chaque année des sommes modestes allouées pour l’entretien du musée mais il n’est alors plus fait état du musée dans les registres des délibérations de la Ville ni dans aucun autre document. C’est à l’occasion de son transfert dans le nouvel hôtel de Ville, en 1871, que l’on évoque à nouveau la collection de tableaux. Les tableaux sont alors présentés, en petit nombre, dans la bibliothèque accueillant le fonds ancien.
En 1872, une commission du musée est organisée. Elle a pour but de « s’occuper de tout ce qui a rapport à la conservation et à l’enrichissement du musée ». En 1874, le peintre et restaurateur de tableau Pierre-Antoine Verlinde (1801–1877) est contacté par la ville pour la rédaction du catalogue des collections de peinture du musée qui sera publié en 1878. En 1877, Pierre Antoine fait don à la Ville de son importante collection de dessins ainsi que de trois tableaux. Cette collection de dessins comprend plus de 1 500 feuilles, elle est constituée d’environ 700 dessins des écoles nordiques, italienne et française ainsi que d’un fonds d’académies des XVIIIe et XIXe siècles provenant de l’Académie de peinture d’Anvers.
En 1884, Édouard Verlinde, neveu de Pierre-Antoine est nommé conservateur du musée. Entre 1888 et 1900, le Baron Alphonse de Rothschild fait don de 12 tableaux pour le musée à la ville, l’État contribue également à l’enrichissement des collections en déposant 13 tableaux et 2 sculptures entre 1865 et 1889. En 1907, de nouveaux travaux d’aménagement sont réalisés à l’hôtel de ville afin de présenter les collections dans l’un de ses salons. En 1909, on constate la disparition de huit tableaux, après vérification six tableaux seront retrouvés. Deux ans plus tard, des restaurations sont effectuées sur les collections par le peintre Henry Schelley demeurant à Dunkerque. L’année suivante, une nouvelle commission est nommée pour la bibliothèque et le musée, Jean Chocqueel est nommé conservateur du musée.
À la fin du XIXe siècle (nous n’avons à ce jour trouvé aucun document indiquant cette donation), la ville reçoit en don de Stanislas de Meesemaecker une importante collection d’animaux naturalisés comprenant plusieurs milliers de spécimens. Cette collection ne pouvant être présentée dans la salle du musée, elle est déposée dans une salle aménagée dans le bâtiment annexe du beffroi. En 1915, une partie de ce fonds est détruit mais là encore faute d’archives et d’inventaires, nous ne pouvons évaluer l’entendue des pertes. En 1929, la municipalité envisage d’implanter le musée dans l’ancien Mont-de-Piété de la Ville. En 1939, une partie des collections de peinture est évacuée à Rennes, la collection Verlinde demeure en mairie.
Durant la guerre, la ville est durement touchée en 1940 et 1944, les restes de la collection d’animaux naturalisés sont détruits, les tableaux non évacués sont endommagés. Une cinquantaine de dessins de la collection Verlinde disparaissent également pendant cette période. Il est à noter que six dessins seront retrouvés en Allemagne et réintégreront les collections en 1978 alors qu’un dessin de Giandomenico Tiepolo sera racheté en 1991. Au sortir du conflit, le musée se réorganise peu à peu, les tableaux sont de retour en 1946 et de nouveau visibles en mairie à partir de 1947.

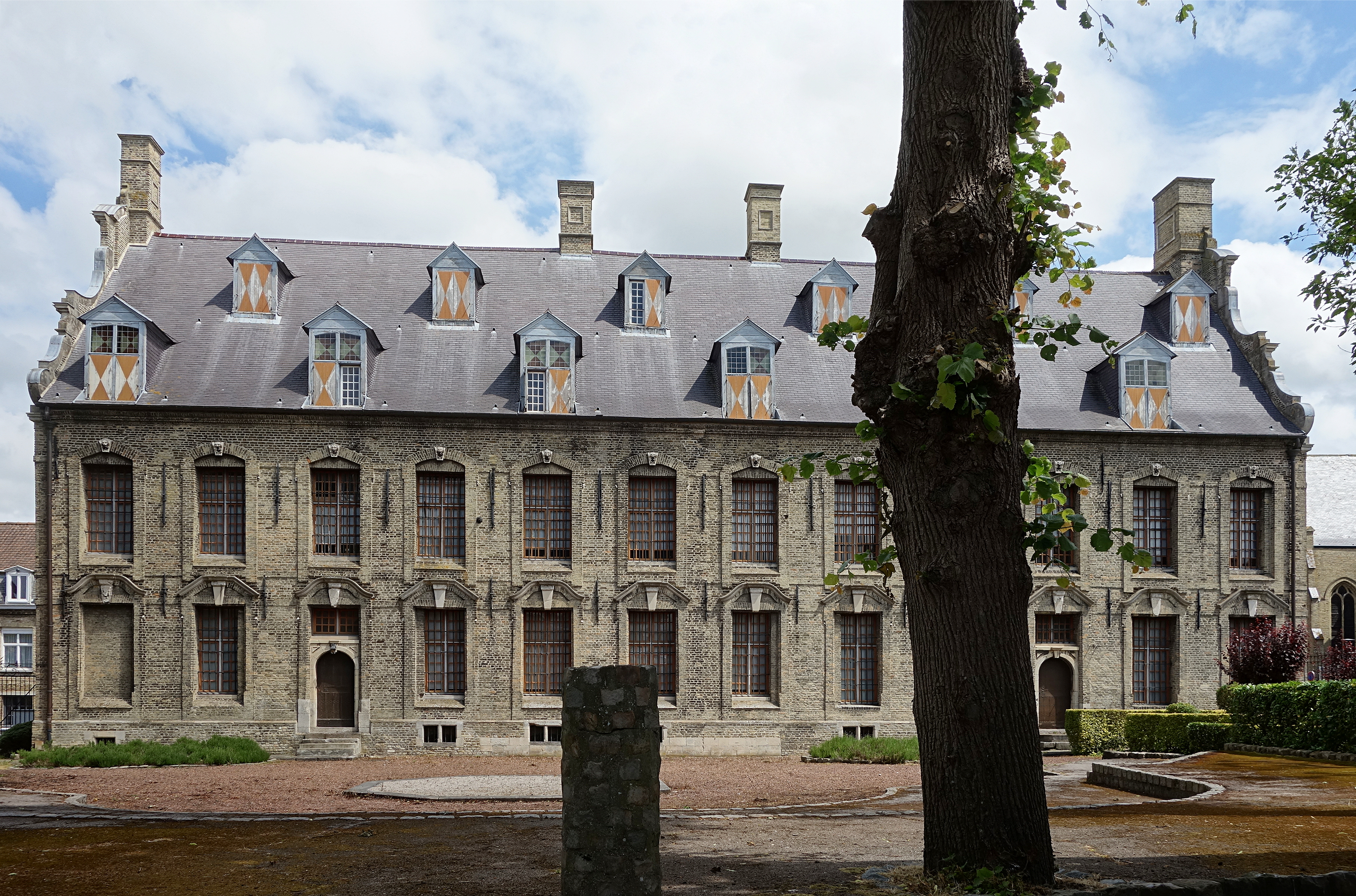
Le Mont-de-Piété, vu du jardin.

En 1949, Thérèse Vergriete succède à Jean Chocqueel. La mairie lui confie comme à ses prédécesseurs la charge des archives, de la bibliothèque et du musée. Le projet de placer le musée dans l’ancien Mont-de-Piété fait son chemin. Dès 1950, les travaux de réparation du bâtiment sont entrepris. En 1952, un embryon de musée voit le jour alors que la majeure partie des collections sont toujours en mairie. Ce n’est qu’en 1956 que le musée du Mont-de-Piété est officiellement inauguré. Cette ouverture suscite un grand intérêt localement et de nombreux dons, notamment liés à l’histoire locale, sont effectués (comme nous ne disposons d’aucun inventaire, nous nous fondons ici sur des étiquettes trouvées au revers d’œuvres ou à des correspondances notifiant ces dons). En 1963, afin de remplacer la collection Meesemaecker, la ville fait l’acquisition de deux collections d’histoire naturelle, l’une composée d’oiseaux naturalisés, l’autre d’insectes mais également d’un fonds d’archéologie. En 1964, la section d’histoire naturelle est inaugurée. Une collection de 110 aquarelles de Pierre Drobecq figurant des moulins est offerte au musée en 1971.
Jean-Claude Guillemin succède à Thérèse Vergriete en 1982. Une importante campagne de restauration est lancée à partir de 1982. À partir des années 1990, le musée se fige peu à peu par manque de moyens, il sera même fermé durant deux années, après le départ de Monsieur Guillemin en 2005.
Le Mont-de-Piété de Bergues fait l'objet d'un classement au titre des Monuments historiques depuis 1907.

### Conservateurs
- De 1953 à 1981 : Thérèse Vergriete
- De 1982 à 2002 : Jean-Claude Guillemin
- Depuis juin 2010 : Patrick Descamps

## Les collections

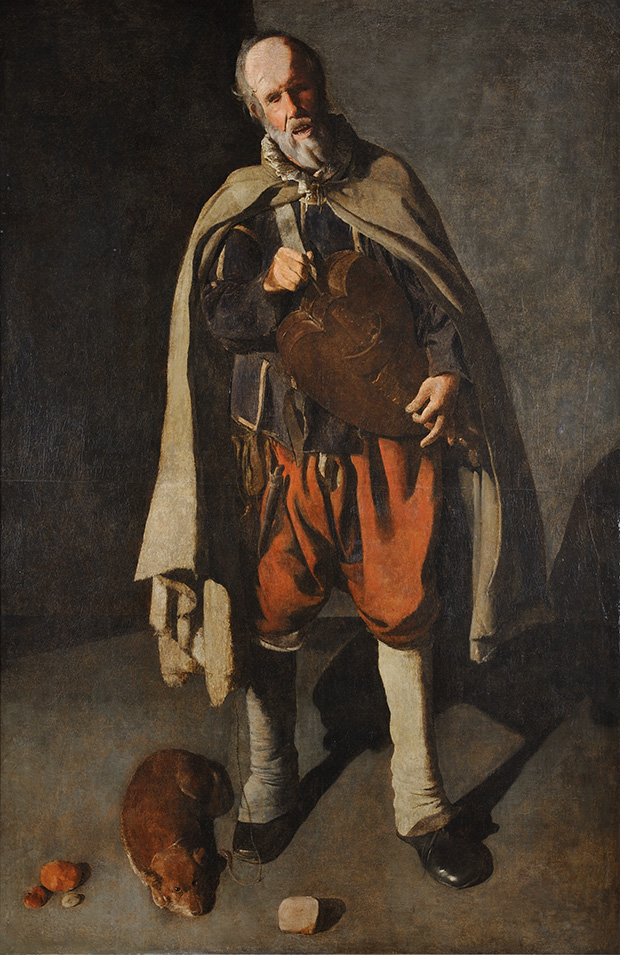
Le Vielleur au chien, Georges de La Tour

Labellisé « musée de France », le musée conserve une importante collection de peintures et de dessins du XVIe au XIXe siècle, principalement des écoles du Nord ainsi qu’une collection d’histoire naturelle.
Le musée contient des œuvres dans divers domaines : tableaux, dessins, manuscrits (dont plusieurs de Lamartine), sculptures, monnaies, autographes, objets d'art divers.
Le fonds est constitué par les tableaux récupérés lors de la Révolution dans l'abbaye Saint-Winoc et dans les couvents de la ville. L'inventaire fait en 1795 en répertoriait 650ǃ En 1961, 167 ont pu être rassemblés dans le musée. Parmi eux figurent des chefs-d'œuvre de grands maîtres de la peinture flamande : Brueghel l'Ancien, Jacob Jordaens, Rubens, Antoine van Dyck, ..., témoignage de la richesse et du goût des abbayes.
La présentation de la collection de peinture est organisée de façon thématique. Au rez-de-chaussée, dans la salle (salle A4)  consacrée au portrait est ainsi présenté Le Vielleur au chien de Georges de La Tour, le plus grand tableau conservé de ce peintre magistral, elle y côtoie des œuvres de Pieter Soutman, Jan van den Hoecke ou encore Jean de Reyn. Au même niveau, une salle (salle A5) consacrée à l’art religieux permet de découvrir un ensemble significatif d’œuvres de Jean de Reyn, Ghislain Vrolynck, Mathieu Elias ou encore de l’atelier de Gaspar van den Hoecke. Dans cette même salle sont également exposées des pièces d’orfèvrerie  provenant du trésor de l’église Saint-Martin de Bergues.
Au premier étage, la première salle (salle B6) est consacrée à la présentation de douze peintures sur cuivre figurant le martyre des douze Apôtres attribué à Robert van den Hoecke. Cet ensemble est l’un des rares de cette importance aujourd’hui encore conservé dans un musée. Dans la salle se trouvant à côté (salle B5), la figure de la femme dans l’art est mise à l’honneur à travers des œuvres de Jan Massys et son atelier, Jacob van Loo, François Grenier de Saint-Martin… Une salle (salle B4) est également dédiée à l’abbaye de saint Winoc. On y trouve notamment un important buste reliquaire, la châsse de saint Winoc ainsi que des éléments de lapidaire. Deux salles (salles B1 et B2) sont dévolues à la nature morte. Elles offrent un panorama complet des différents types de nature morte du bouquet de fleurs à la collation en passant par la vanité. Enfin, une salle (salle B3) propose un choix d’œuvres du XIXe siècle.

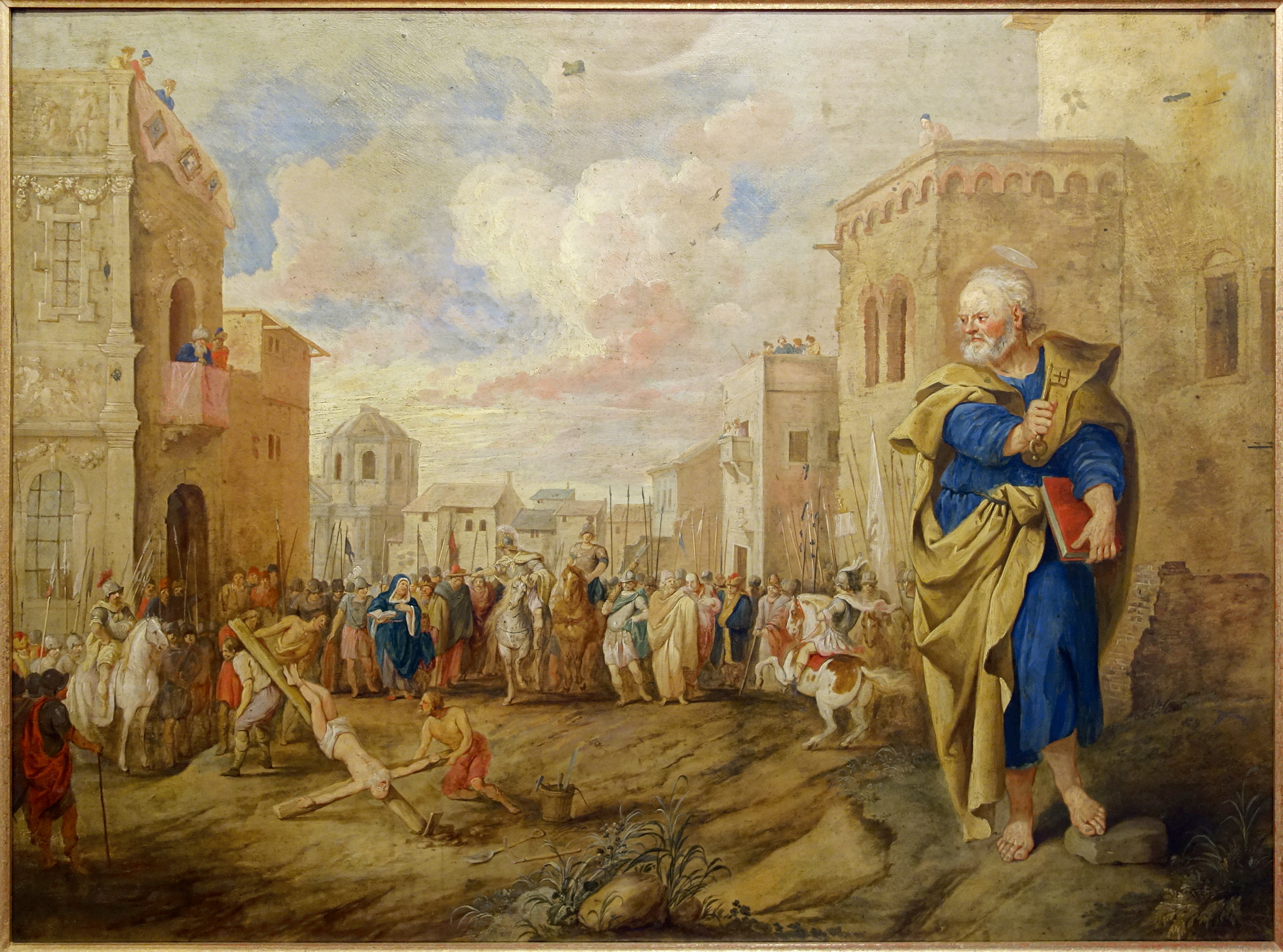
Le Martyre de saint Pierre, Robert Van den Hoecke.
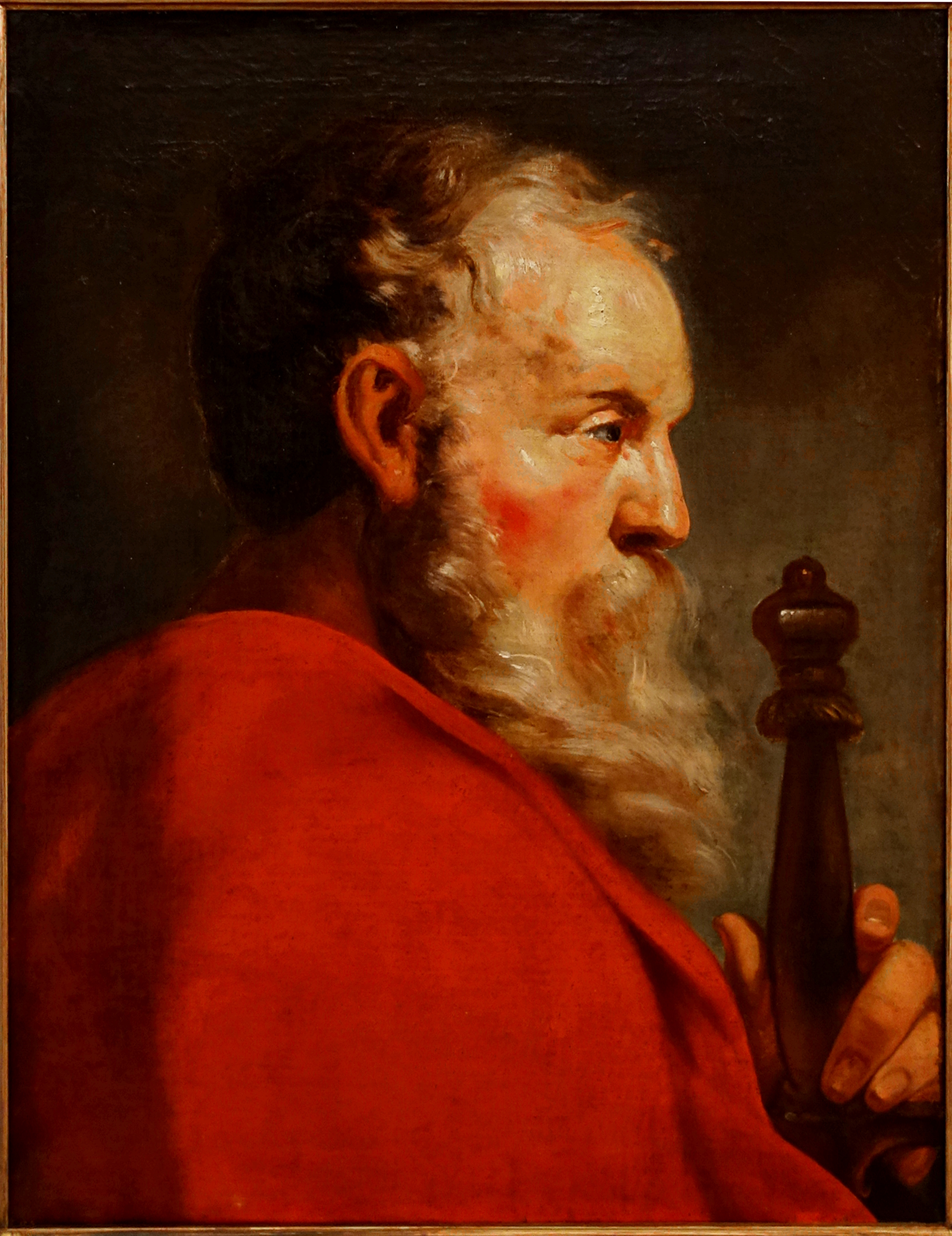
Saint Paul, Jacob van Oost le jeune.
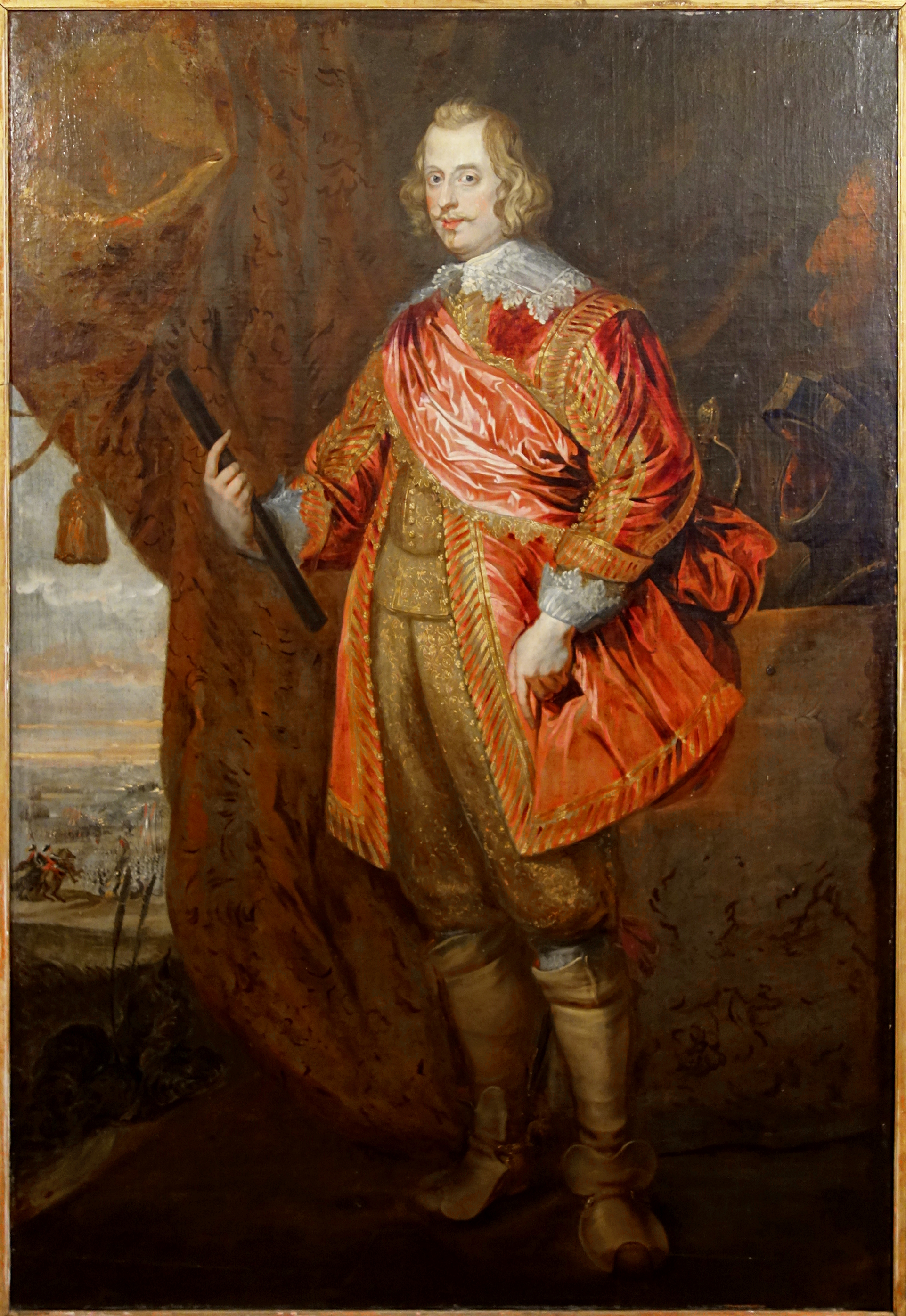
L'Archiduc Ferdinand à la bataille de Nördlingen, Antoine Van Dyck (d'après)
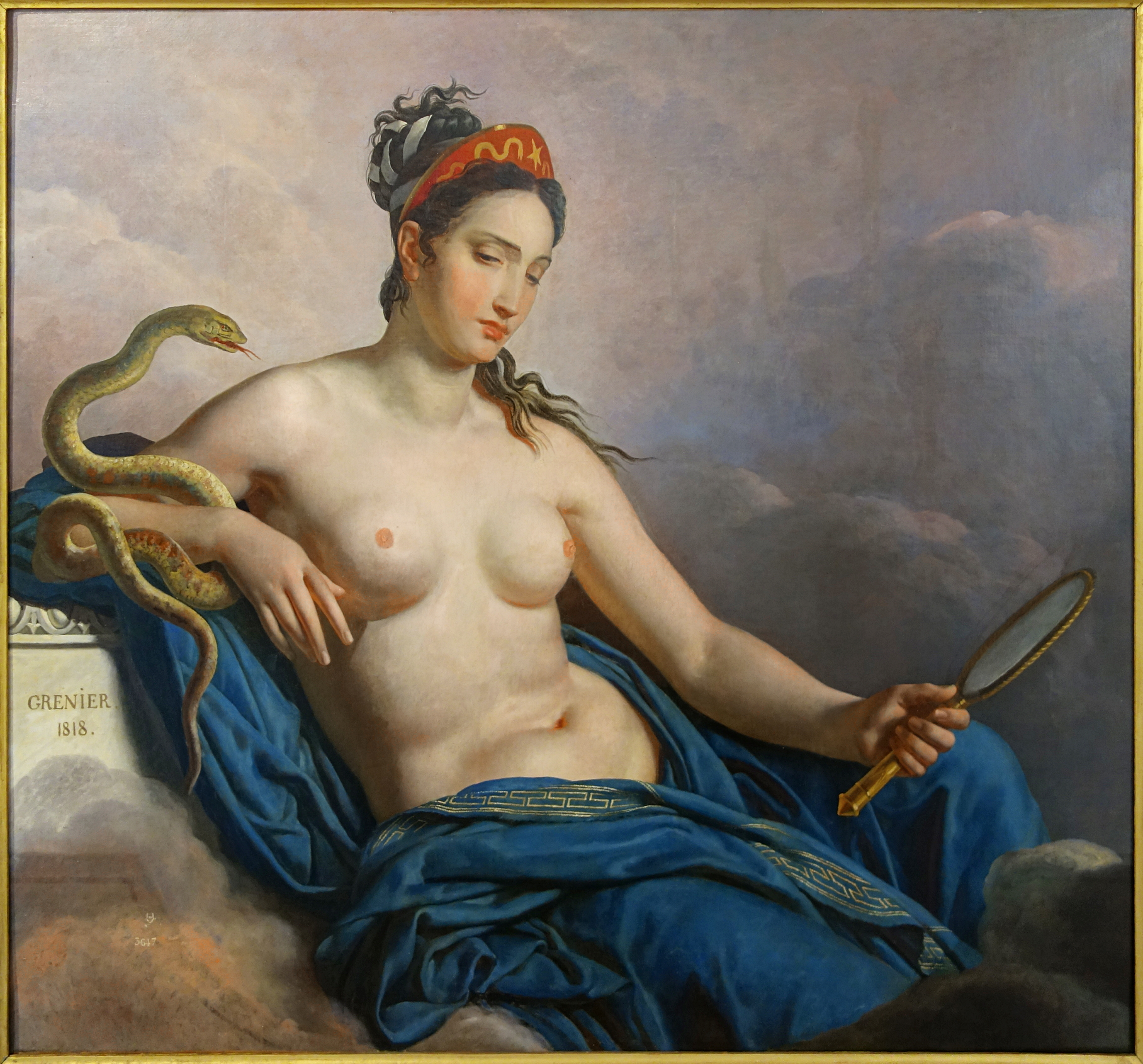
Allégorie de la Prudence, François Grenier de Saint Martin
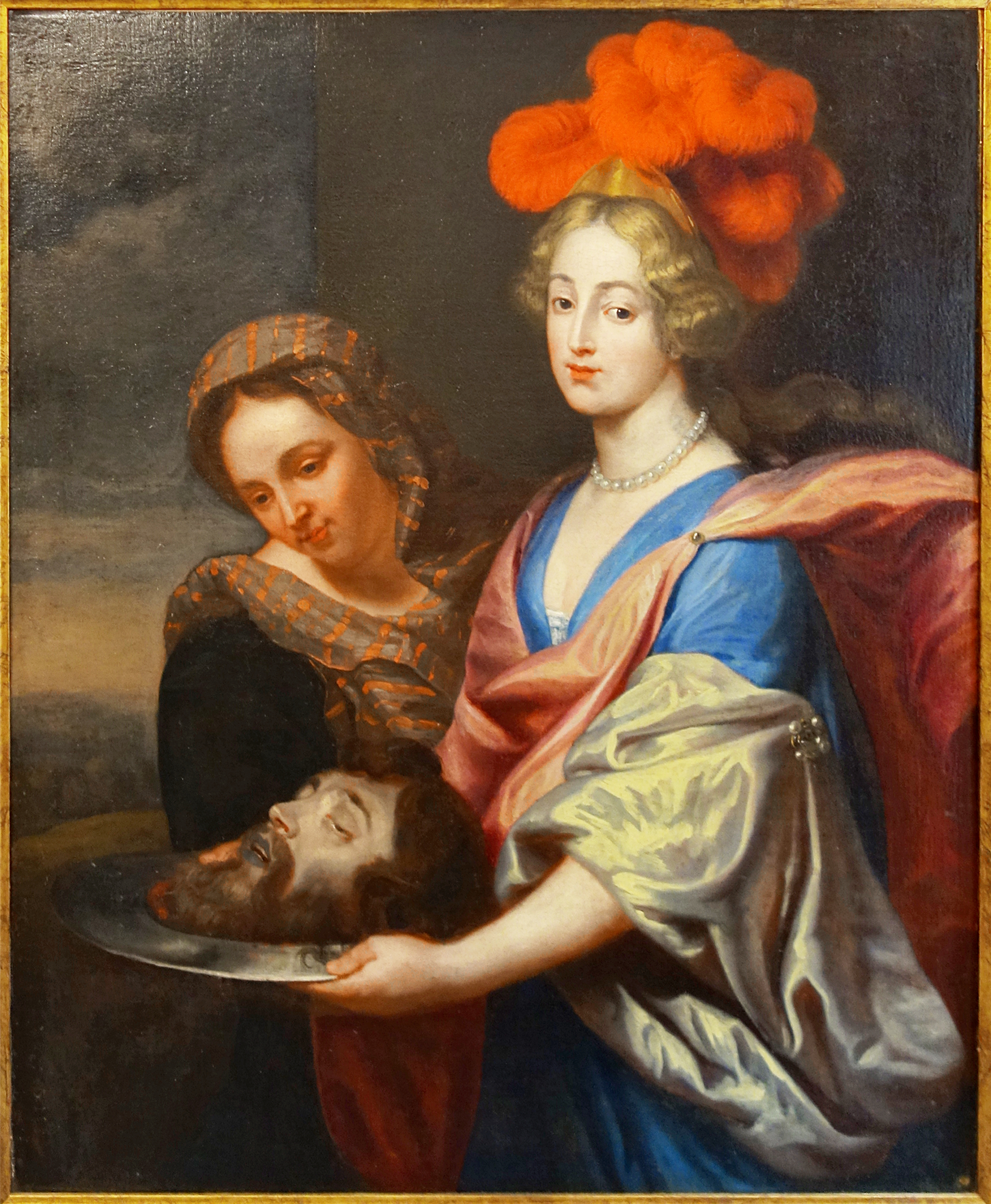
Salomé avec la tête de saint Jean-Baptiste, Jean de Reyn (attribué à)

La remarquable collection de dessins, 1430 au total, Verlinde (1801-1877), du nom de son donateur natif de Bergues qui fut assistant-professeur de dessin à l'académie royale de peinture d'Anvers, peintre et surtout restaurateur de tableaux, sera présentée à partir de 2012. La collection groupe des dessins et esquisses de grands maîtres (François Boucher, Jean Siméon Chardin, Paul Véronèse, Giambattista Tiepolo,...) ou d'artistes de moins grande renommée.

### Œuvres notables
- Paul Charlemagne, six œuvres[4].
- Maxime Maufra, Brume dans les dunes, huile sur toile.
- Henri Vergé-Sarrat, collection de cent-trente aquarelles orientalistes.

## Expositions temporaires
Le musée de Bergues organise régulièrement des expositions.
- En 1965, Mlle Vergriete, archiviste et conservatrice du musée, organise deux expositions : l'une sur le collège de Bergues-Sant-Winoc, de sa fondation (1600) à nos jours; et l'autre sur les dessins de la collection Pierre Antoine Verlinde sur le XVIe siècle européen[5].
- Dans les années 1970, sont mises sur pied,  des expositions thématiques limitées, à partir de documents tirés de la collection donnée par Verlinde : en 1970, « Fleurs et animaux »[6]; en 1979, « Le XVIIe siècle  européen »[7].
- À l’occasion du printemps des poètes et du don d’ouvrages réalisé par l’association des amis du musée, le musée du Mont-de-Piété organise les 19 et 20 mars 2001 une exposition consacrée au poète berguois Emmanuel Looten et ses peintres. Selon Michel de Ghelderode, « il s’agit d’un poète de sang. Pour E. Looten la poésie n’est pas un jeu, c’est un drame, c’est une raison d’exister, c’est un impératif ancestral, c’est une vision de l’univers, c’est la formule qui métamorphose le pauvre homme en archétype ».
- À l’occasion du cinquantième anniversaire de la reconstruction du beffroi de Bergues, le musée du Mont de Piété consacre à cet emblématique monument, à partir du 5 mai 2011, une exposition temporaire intitulée « Beffroi, mon beffroi » retraçant son histoire mouvementée.
- Exposition Peintres en guerre : Henri Marret (1878-1964) et Robert Lotiron (1886-1966), mai-octobre 2014
- Paul Charlemagne (1892-1972), rétrospective, 2022[4].